# Czajka stepowa
Czajka stepowa (Vanellus leucurus) – gatunek średniej wielkości ptaka wędrownego z rodziny sieweczkowatych (Charadriidae). Nie jest zagrożony wyginięciem. Nie wyróżnia się podgatunków.

## Zasięg występowania
Czajka stepowa zamieszkuje środkową i południowo-wschodnią Azję Mniejszą oraz przez wschodnią Syrię, Azerbejdżan po Azję Środkową, osiągając brzegi Bałchaszu. Na południu osiąga Irak, Iran po zachodni Pakistan. Zimuje od Sudanu, przez Iran, Irak po Pakistan i Indie na wschodzie. W Polsce pojawia się sporadycznie (do 2015 odnotowano 7 stwierdzeń tego gatunku).

## Morfologia

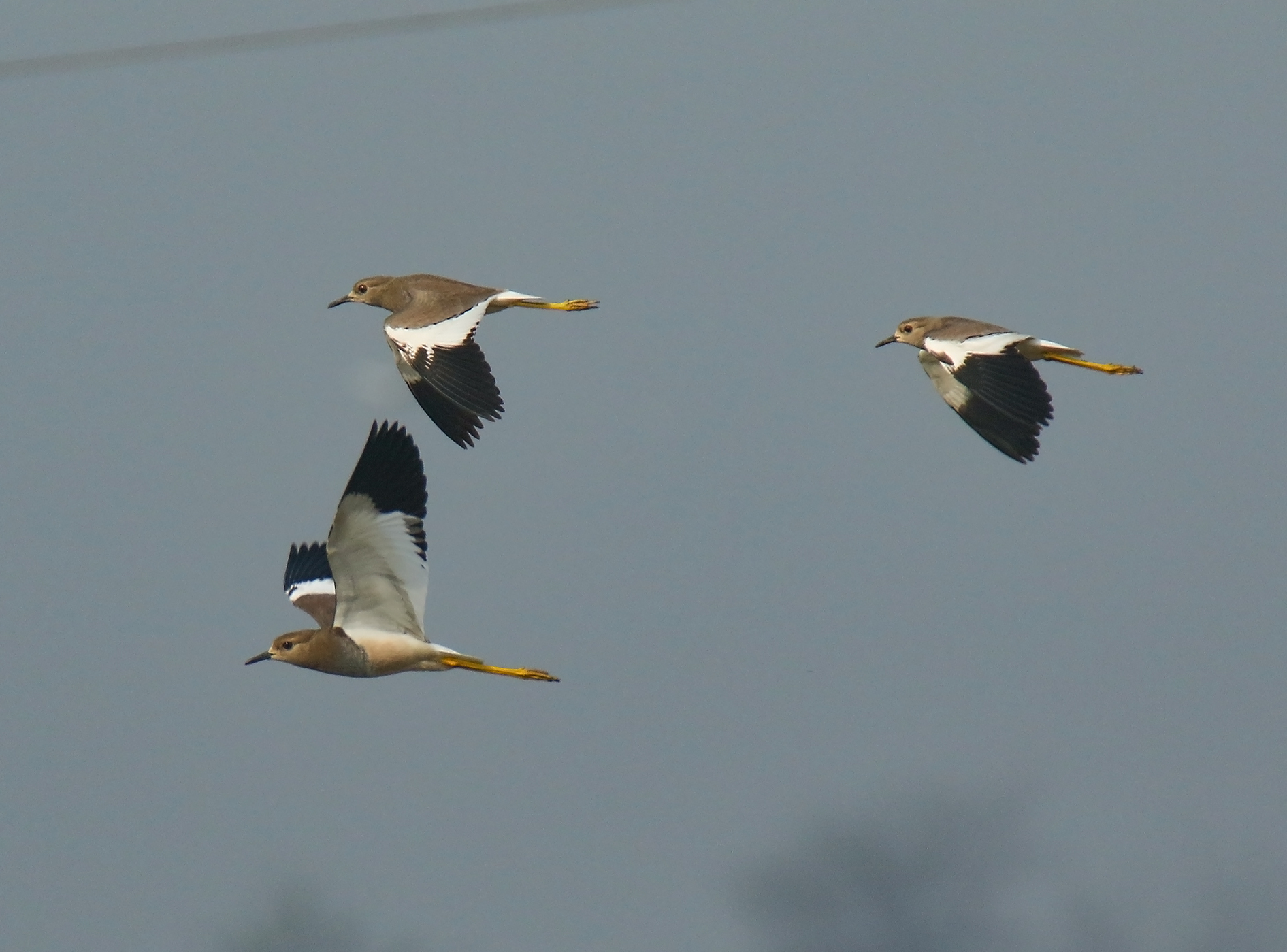
Czajki stepowe w locie

WyglądBrak wyraźnego dymorfizmu płciowego. Ubarwienie dorosłych osobników popielatobrązowe z różowawym nalotem, o bledszej głowie z czapeczką koloru grzbietu. Ogon czysto biały. Pierś szara, brzuch różowawy. Nogi żółte, dziób czarny.
Wymiary średniedługość ciała ok. 25–30 cm
rozpiętość skrzydeł ok. 60–70 cm
masa ciała ok. 100–200 g

## Ekologia i zachowanie
BiotopBrzegi jezior i rzek. W pobliżu wolno płynących lub stojących płytkich wód oraz zalewowe łąki, bagna, również słone.
GniazdoGniazdo na ziemi, z części roślin. Zazwyczaj w otwartym terenie w pobliżu wody.
JajaW ciągu roku wyprowadza jeden lęg, składając w kwietniu lub maju 4 jaja.
WysiadywanieJaja wysiadywane są przez okres 21 do 25 dni przez obydwoje rodziców.
PożywienieGłównie owady i inne bezkręgowce.

## Status i ochrona
Międzynarodowa Unia Ochrony Przyrody (IUCN) uznaje czajkę stepową za gatunek najmniejszej troski (LC – Least Concern) nieprzerwanie od 1988 roku. Liczebność populacji, według szacunków organizacji Wetlands International z 2015 roku, mieści się w przedziale 20–130 tysięcy osobników. Ogólny trend liczebności populacji nie jest znany.
W Polsce podlega ścisłej ochronie gatunkowej.